# Oració a l'hort (El Greco, Conca)
L'Oració a l'hort de Getsemaní, que es troba al Museo Diocesano de Conca (Castella - la Manxa), és una obra dEl Greco realitzada circa 1605-10. Aquest pintor va realitzar dues tipologies força diferents d'aquesta temàtica. El Tipus-I és la variant de format apaïsat, i el Tipus-II és la variant de format vertical. La versió de Conca és una de les quatre pintures conservades del Tipus-II.

## Temàtica de l'obra
L'Oració a l'hort de Getsemaní és un episodi descrit al quatre Evangelis canònics. L'Evangeli segons Joan ［Jn 18:1-3］ofereix una petita introducció, i els tres Evangelis sinòptics fan una relació més detallada. Als relats de l'Evangeli segons Mateu［Mt 26:36-46］ i de l'Evangeli segons Marc［Mc 14:34-42］ –gairebé iguals– El Greco hi afegeix altres elements de l'Evangeli segons Lluc ［Lc 22:39-46］, al qual segueix quan representa Crist de genolls, i no pas prosternat com diuen Marc i Mateu, i hi afegeix l'aparició de l'àngel, com també relata Lluc.

## Anàlisi de l'obra
Oli sobre llenç: 86 x 50 cm.; Museo Diocesano de Cuenca; Signat amb lletres cursives gregues, a l'angle inferior dret: doménikos theotokópolis (sic) e`poíei.
Segons Harold Wethey, aquesta versió és més fluixa, i d'execució mecànica, si és comparada amb l'Oració a l'hort (El Greco, Budapest). Els tres Apòstols porten vestimentes de color groc grisós, i els dos que estan en els extrems porten túniques blaves. La superfície al voltant del cap de Crist està molt retocada.
En aquesta temàtica El Greco representa Crist en éxtasi malgrat que l'àngel li ofereix el calze de la Passió. Tanmateix, segons Josep Gudiol, en aquest llenç la figura de Jesús és especialment patètica.
El Dibuix de l'Oració a l'hort, atribuït al mestre cretenc, podria ser un esbós per a una de les versions d'aquesta temàtica.

## Procedència
- Las Pedroñeras; Església parroquial.